# Contea di Madison (Idaho)
La contea di Madison (in inglese Madison County) è una contea dello Stato dell'Idaho, negli Stati Uniti. La popolazione al censimento del 2000 era di 27 467 abitanti. Il capoluogo di contea è Rexburg.

## Geografia
La contea si trova nel sud-est dello Stato. Il confine sud-ovest è dato dal fiume Snake, mentre parte del confine nord-est è costituito dal fiume Teton. Nella contea si trova parte della foresta nazionale di Caribou-Targhee.

### Contee confinanti
- Contea di Fremont - nord
- Contea di Teton - est
- Contea di Bonneville - sud
- Contea di Jefferson - ovest

## Storia
La contea fu istituita nel 1913 da parte della contea di Fremont e fu chiamata così in onore del presidente James Madison.

## Comuni

### Cities
- Rexburg (capoluogo)
- Sugar City